# PASSION MODEL
『PASSION MODEL』（パッションモデル）は、RKB毎日放送で毎週月曜日24:59-25:29（火曜日0:59-1:29）に放送されていたバラエティ番組である。福岡県の玩具メーカーであるDIVEが提供。

## 概要
ファッションショーFACoにまつわる企画のほか、DIVEが関係するチャリティーオークション（俳優のやべきょうすけが出演）、商品・情報紹介の「NABIHAナビ」、ゲストとのトークなどで構成。

## 出演者
- NABIHA[3]

元JJモデル。モロッコ人とのハーフ。
- 武田早絵（RKBアナウンサー）
- ゲストモデル1名